# Everlasting Love
«Everlasting Love» es una canción compuesta por Buzz Cason y Mac Gayden. Fue primero un éxito para el cantante de soul estadounidense Robert Knight en 1967. El tema sería grabado por otros artistas desde entonces. Entró en el top 10 de las listas en las versiones de Carl Carlton en 1974 (se convirtió en la versión más popular en Estados Unidos), U2 en 1989, y Gloria Estefan en 1995. La canción fue asimismo grabada por otros artistas como la banda británica The Love Affair, la cantante alemana Sandra, el inglés Jamie Cullum, o la banda alemana Scooter. El sencillo publicado por The Love Affair llegó a alcanzar el número 1 en la lista musical británica el 31 de enero de 1968.

## Vista general
La versión original de «Everlasting Love» se convirtió en un éxito en Estados Unidos a finales de 1967, ya que había logrado subir al número 13 en la lista Hot 100 de la revista musical Billboard.
Sin embargo, esta versión cantada por Robert Knight se vio eclipsada en el Reino Unido por la que hicieran a su vez la banda británica The Love Affair, que llegaron con la canción al número 1 en 1968. La versión de estos últimos entró en la lista británica el 3 de enero de ese año, mientras que la versión de Knight lo hizo el 17 de enero, sin poder subir más allá del número 40, donde estuvo durante un espacio de tiempo de dos semanas. El tema se le fue ofrecido primeramente al grupo británico Marmalade, que eran de la misma compañía discográfica de The Love Affair, pero lo rechazaron con el argumento de que la canción estaba demasiado orientada hacia el pop como para que la pudieran interpretar ellos mismos. La versión de Knight se volvería a editar posteriormente en el Reino Unido como su siguiente sencillo a la reedición en noviembre de 1973 de «Love on a Mountain Top», que había conseguido subir al top 10 en las listas musicales británicas. Esta vez le fue mejor con «Everlasting Love» en la primavera de 1974, al alcanzar el número 19 en las listas musicales de Gran Bretaña.
Desde entonces, varios artistas volvieron a llevar la canción a las listas musicales de éxito. Las versiones incluían una en 1974 del cantante estadounidense Carl Carlton (la más popular de las versiones en Estados Unidos, donde alcanzó el número 6 en el Hot 100 de Billboard), una en 1987 de la artista pop alemana Sandra (la cual llegó con su versión al número 5 en su país), otra en 1989 de los irlandeses U2 (subió al número 2 de las listas musicales australianas como parte de un sencillo de doble cara A junto a «All I Want is You»), y otra en 1995 de la cubana Gloria Estefan (ascendió al número 1 en el Billboard Hot Dance Music/Club Play, y al número 5 en el Billboard Adult Contemporary). También hubo una versión con lectura jazzística por parte del cantante inglés Jamie Cullum en 2004.
La melodía atemporal de la canción, unida a su letra de corte optimista, la hicieron una de las canciones más distinguidas de la música pop de la década de 1960. El tema contenía, asimismo, una contramelodía muy distintiva, consistente en unas armonías vocales que iban siendo interpretadas a lo largo de toda la canción.

## Versión de Sandra
«Everlasting Love» fue el noveno sencillo de la cantante alemana Sandra, publicado en 1987. El tema apareció en el primer álbum recopilatorio de Sandra, Ten on One (The Singles).
Con él tuvo un gran éxito en varios países como Alemania y Suiza, donde alcanzó el número 5, y Austria, donde llegó al número 6.
En Alemania, país de origen de Sandra, el sencillo había entrado en el top 20 el 17 de septiembre de 1987, en donde permaneció durante diez semanas, de las cuales una estuvo en la posición número 5.
La voz masculina que acompañaba a Sandra en la canción era la del cantante alemán Hubert Kemmler, líder de la banda alemana Hubert Kah. El vídeo musical mostraba a Sandra y a un modelo masculino representar a varias parejas de amantes a través de las diferentes épocas en que les había tocado vivir, y en el cual el figurante hacía con su mímica la voz acompañante de Hubert Kemmler.
En 1988 se hizo una remezcla especial de la canción con destino a venderse en el mercado angloamericano. Fue publicado en sencillo en junio de 1988, e incluido en el álbum recopilatorio de mismo título, Everlasting Love. Esta remezcla nunca estuvo disponible fuera de ese mercado hasta 2009, cuando una de sus versiones (PWL 12" Remix) fue incluida en el recopilatorio The Platinum Collection.
En 2006, Sandra volvió a grabar la canción, esta vez en forma de balada pop, que fue destinada a su álbum recopilatorio Reflections.

### Sencillo
- Sencillo 7"

A: «Everlasting Love» - 3:49
B: «Change Your Mind» - 4:04
- Sencillo 12"

A: «Everlasting Love» (Extended Version) - 7:27
B1: «Change Your Mind» - 4:04
B2: «Everlasting Love» (Single Version) - 3:49

### Remezclas de 1988
| Reino Unido (Siren Records) - Sencillo 7" A: «Everlasting Love» (PWL 7") - 3:57 B: «Stop for a Minute» - 3:51 - Sencillo 12" A: «Everlasting Love» (PWL 12") - 7:40 B1: «Everlasting Love» (PWL Dub) - 6:57 B2: «Stop for a Minute» - 3:51 - CD maxi 1. «Everlasting Love» (PWL 7") - 3:57 2. «Stop for a Minute» - 3:51 3. «Everlasting Love» (PWL 12") - 7:40 4. «(I'll Never Be) Maria Magdalena» - 3:58 | Estados Unidos (Virgin Records America, Inc.) Canadá (Virgin Music [Canada]) - Sencillo 12" A1: «Everlasting Love» (PWL 12") - 7:40 A2: «Everlasting Love» (PWL 7") - 3:57 B1: «Everlasting Love» (PWL Dub) - 6:57 B2: «Stop for a Minute» - 3:49 |

### Posiciones
| País (1987-1990) | Puesto alcanzado |
| ---------------- | ---------------- |
| Alemania         | 5                |
| Austria          | 6                |
| Bélgica (Fl)     | 14               |
| Francia          | 12               |
| Israel           | 2                |
| Italia           | 19               |
| Países Bajos     | 12               |
| Reino Unido      | 88               |
| Suecia           | 13               |
| Suiza            | 5                |

| Lista paneuropea (1987) | Puesto alcanzado |
| ----------------------- | ---------------- |
| Eurochart Hot 100       | 5                |

| País (1988-89) | Puesto alcanzado |
| -------------- | ---------------- |
| Reino Unido    | 45               |

| Lista de Billboard (1989)          | Puesto alcanzado |
| ---------------------------------- | ---------------- |
| Hot Dance Music/Maxi-Singles Sales | 22               |

### Certificaciones
| País     | Organismo certificador | Año certificación | Certificación | Ventas certificadas | Ref.   |
| -------- | ---------------------- | ----------------- | ------------- | ------------------- | ------ |
| Alemania | BVMI                   | 1988              | Oro           | 250 000             | [ 8 ]  |
| Bélgica  | IFPI - Bélgica         | 2007              | Oro           | 25 000              | [ 9 ]  |
| Francia  | SNEP                   | 1987              | Plata         | 250 000             | [ 10 ] |

## Otras versiones
Selección de artistas que versionaron la canción «Everlasting Love» en sus trabajos discográficos:
- The Love Affair: en su sencillo de 1967
- Joe Dassin: «Plus je te vois, plus je te veux», lado B de su sencillo «La bande à Bonnot» (1968)
- Ricchi e Poveri: «L'ultimo amore», en su sencillo de 1968
- Rosalía: «Un eterno amor», en su sencillo de 1968
- Los Javaloyas: «Un eterno amor», en su EP de 1968
- Carl Carlton: en su sencillo de 1974
- Howard Carpendale: «Viel zu viel Gefühl», en su álbum Du fängst den Wind niemals ein (1974)
- Rachel Sweet, con Rex Smith: en su álbum ... And Then He Kissed Me (1981)
- U2: incluido en el lado B de su sencillo de 12" «All I Want is You» (1989)
- Worlds Apart: en su álbum Together (1993)
- Gloria Estefan: en su álbum Hold Me, Thrill Me, Kiss Me (1994)
- Jamie Cullum: como pista adicional en la reedición en 2004 de su álbum Twentysomething, de 2003
- Michael Ball: en su álbum Music (2005)
- Scooter: en su álbum Who's Got the Last Laugh Now? (2005)

Fuente: joedassin.info, discogs.com, lafonoteca.net, musik-sammler.de